# Frank Rost
Frank Rost (* 30. Juni 1973 in Karl-Marx-Stadt) ist ein ehemaliger deutscher Fußballtorwart, -trainer und Handballfunktionär.

## Familie
Frank Rost entstammt einem sportlich erfolgreichen Elternhaus. Sein Vater Peter (* 1951) und seine Mutter Christina Rost (* 1952) waren in der DDR erfolgreiche Handball-Nationalspieler. Er ist seit 1999 verheiratet und hat eine Tochter (* 2005).

## Sportliche Laufbahn

### Vereinskarriere
In seiner Jugend spielte Rost zunächst als Stürmer bei Lokomotive West Leipzig und Chemie Böhlen. Erst im Alter von 13 Jahren wurde er Torhüter, kurz bevor er 1986 in das Leistungszentrum des 1. FC Lokomotive Leipzig wechselte.
Im Sommer 1992 wechselte Rost vom Drittligisten 1. FC Markkleeberg zu Werder Bremen in die Bundesliga, wo seine Profikarriere begann. Zunächst spielte der junge Torwart vor allem in der Reservemannschaft des SV Werder. Als Bremens langjähriger Stammkeeper Oliver Reck im Jahr 1998 zum FC Schalke 04 wechselte, übernahm Rost seine Position. Im DFB-Pokal-Finale 1999 verwandelte Rost im Elfmeterschießen gegen den FC Bayern München selbst und hielt den darauffolgenden, von Lothar Matthäus getretenen, Elfmeter, wodurch der SV Werder das Spiel für sich entscheiden konnte.
Im Jahr 2002 wechselte Rost zum FC Schalke 04. Er wurde im Jahr 2005 mit Schalke Vize-Meister und stand im DFB-Pokal-Endspiel, das gegen den FC Bayern München verloren wurde. Zudem stand Rost 2002 im Ligapokalfinale, konnte dieses aber erst im Jahr 2005 gewinnen. In der Saison 2005/06 erreichte Frank Rost mit den Schalkern das Halbfinale des UEFA-Cups, unterlag jedoch dem FC Sevilla.

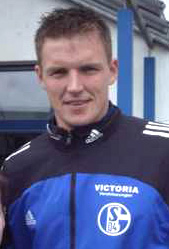
Rost mit Schalke 04

In der Hinrunde der Saison 2006/07 wurde Rost vom damaligen Schalke-Trainer Mirko Slomka auf die Bank verbannt und durch den 20-jährigen Manuel Neuer ersetzt. Als Begründung gab Slomka an, Rost habe zuletzt „ein Quäntchen Glück“ gefehlt. Da Slomka die sportliche Zukunft mit Neuer als Stammtorhüter plante, wechselte Rost am 5. Januar 2007 zum Hamburger SV. Mit dem damaligen Tabellenletzten schaffte er noch den Sprung auf den 7. Tabellenplatz am Saisonende und erreichte damit die Qualifikation für den UI-Cup 2007/08.
Am Ende der Saison 2007/08 erhielt Frank Rost die Fußballauszeichnung Die weiße Weste für die meisten Spiele ohne Gegentor. Rost ist der erste Torwart, dem diese Auszeichnung verliehen wurde. Diese Auszeichnung wurde vom Fernsehsender Deutsches Sportfernsehen zum Ende der Saison 2007/08 erstmals vergeben.
Am 10. Oktober 2008 verlängerte Rost seinen Vertrag beim Hamburger SV um ein weiteres Jahr bis zum 30. Juni 2010. Dabei erhielt er die Option, nach Ende seiner sportlichen Laufbahn eine Tätigkeit im Vereinsumfeld aufzunehmen. Rost erreichte mit dem HSV 2009 und 2010 das Halbfinale des UEFA-Cups bzw. der UEFA Europa League. In der Winterpause 2009/10 verlängerte Rost seinen Vertrag als Lizenzspieler um ein weiteres Jahr bis zum 30. Juni 2011. Sein zum Saisonende auslaufender Vertrag wurde nicht verlängert. Darauf einigten sich beide Parteien einvernehmlich.
In der Sommerpause 2011 verpflichtete der US-amerikanische Erstligist New York Red Bulls Rost. Sein Debüt in der Eastern Conference gab Rost am 17. Juli 2011 (5. Spieltag) beim 0:0-Unentschieden im Auswärtsspiel bei CD Chivas USA. Da sich der Verein im Januar 2012 mit Rost nicht über eine Vertragsverlängerung einigen konnte, beendete er im Folgemonat seine Fußballerkarriere.

### Auswahleinsätze
Mit der U-16-Nationalelf der DDR nahm er 1989 an zwei Endrundenturnieren teil. Durch den 2. Platz bei der U-16-EM qualifizierte sich die ostdeutsche Auswahl auch für die WM dieser Altersklasse. Gegen Gastgeber Schottland war für die Vertretung des DFV im Vorwendesommer im Viertelfinale nach einer 0:1-Niederlage Endstation.
Für die A-Nationalmannschaft bestritt Frank Rost vier Länderspiele, erstmals am 27. März 2002 in Rostock beim 4:2-Sieg über die Vereinigten Staaten, letztmals am 11. Juni 2003 in Tórshavn beim 2:0-Sieg über Färöer.

## Titel und Auszeichnungen
Titel
- Deutscher Meister: 1993 (Werder Bremen, ohne Einsatz)
- Deutscher Pokalsieger (2): 1994 (ohne Einsatz), 1999 (beide Werder Bremen)
- Deutscher Supercupsieger (2): 1993, 1994 (beide Werder Bremen, ohne Einsatz)
- Deutscher Ligapokalsieger: 2005 (FC Schalke 04)
- Bremer Pokalsieger (3): 1993, 1994, 1995 (alle Werder Bremen Amateure)

Auszeichnungen
- Die weiße Weste für die meisten gegentorlosen Spiele (13) der 1. Bundesliga in der Saison 2007/08.
- Bremer Sportler des Jahres: 2001

## Weiterer Werdegang
Rost, der die A-Trainer-Lizenz besitzt, gehörte ab September 2012 zum Trainerteam der Frauenfußballmannschaft des Hamburger SV. Diese Tätigkeit übte er ehrenamtlich aus. Im April 2013 gab er bekannt, seinen ehrenamtlichen Trainerjob beim HSV zum 30. Juni 2013 aufzugeben.
Rost wurde am 19. Juni 2013 zum neuen Geschäftsführer des Handballvereins HSV Hamburg ernannt. Bereits am 13. August 2013 wurde er, noch vor Beginn der Saison 2013/14, vom Verein wieder freigestellt. Ab 2014 widmete er sich hauptsächlich der Pferdezucht, die er auf seinem Hof in Rotenburg (Wümme) betreibt.

## Trivia
Frank Rost ist neben Jens Lehmann und Marwin Hitz einer von drei Torhütern, die in einem Spiel der Fußball-Bundesliga ein Tor aus dem Spiel heraus erzielten. In der Partie Werder Bremen gegen Hansa Rostock markierte er am 31. März 2002 in der 90. Minute den Treffer zum 3:3 für die Bremer, die das Spiel mit 4:3 gewannen. Zudem ist er der bisher einzige Torwart, der an der Torwand der ZDF-Sportsendung das aktuelle sportstudio fünf Treffer erzielte.
Aktuell ist Rost mit 87 Spielen der Spieler mit den zweitmeisten Einsätzen im UEFA-Cup und dessen Nachfolger Europa League. Nur Giuseppe Bergomi (96) hat mehr Einsätze in diesem Wettbewerb, der in den 1950er-Jahren zunächst als Messestädte-Pokal startete.

## Soziales Engagement
- Frank Rost engagiert sich im Verein Herzenswünsche e. V. für schwer erkrankte Kinder und Jugendliche[21]
- Seit 2006 ist Rost „Botschafter für Alphabetisierung“ und Schirmherr des Projekts F.A.N. – Fußball. Alphabetisierung. Netzwerk.
- Rost ist als einziger Profifußballer Beiratsmitglied vom Fanrechtefonds.[22]